# Sevas Tra
Sevas Tra (il cui titolo letto al contrario equivale alla frase Art Saves) è il primo album in studio del gruppo musicale statunitense Otep, pubblicato il 18 giugno 2002 dalla Capitol Records.
Le tracce T.R.I.C., Sacrilege, Possession e Fillthee sono rifacimenti di demo contenuti nell'EP Jihad. I due singoli estratti dall'album sono Blood Pigs e T.R.I.C., nei cui video musicali si può vedere la band eseguire i brani.

## Tracce
1. Tortured – 1:39
2. Blood Pigs – 4:03
3. T.R.I.C. – 3:05
4. My Confession – 5:31
5. Sacrilege – 4:10
6. Battle Ready – 4:21
7. Emtee – 3:58
8. Possession – 4:55
9. Thots – 4:09
10. Fillthee – 3:35
11. Menocide – 4:50
12. Jonestown Tea – 9:47
13. Brother – 7:03 – traccia fantasma

## Formazione
- Otep Shamaya - voce
- Evil J - basso, cori
- Rob - chitarra
- Moke - batteria